# Такасуґі Сінсаку
Такасу́ґі Сінса́ку (яп. 高杉晋作, たかすぎしんさく; 27 вересня 1839 — 17 травня 1867) — японський політичний і військовий діяч періоду Едо. Самурай Тьосю-хану, монархіст, учень Йосіди Сьоїна. Засновник іррегулярних військ Тьосю-хану, учасник Сімоносекської війни 1863—1864 років та оборони Тьосю 1866 року. Вшановується як синтоїстьке божество в токійському Святилищі Ясукуні.

## Біографія
Такасуґі Сінсаку народився 27 вересня 1839 в західнояпонському Тьосю-хані, в самурайській сім'ї. Його батько Такасуґі Тандзі був гвардійцем володаря хану і мав щорічний дохід у 150 коку. В дитинстві Сінсаку навчався в ханській школі Мейрінкан, а у 19 років перейшов до приватної школи Сьокасон Йосіди Сьоїна. Останній називав свого учня «стовпом школи» за його успіхи у навчанні, кмітливість та винахідливість.
1858 року Сінсаку вирушив до Едо, де поступив до урядової академії Сьохейдзака. Проте наступного року, після страти Йосіди Сьоїна в ході репресій Ансей, він забрав тіло покійного вчителя і покинув навчання. 1860 року Сінсаку повернувся на батьківщину і став викладати у школі Мейрінкан. Згодом його призначили пажем наступника володаря хану Морі Мотонорі.
1862 року, разом із посольством сьоґунату до Китаю, Сінсаку відвідав Шанхай. Там він вперше дізнався про активну колонізацію Азії провідними державами Західного світу. Під впливом побаченого Сінсаку повернувся до Японії й подав доповідну сьоґунату, в якій виклав свої пропозиції щодо реформування країни. Він пропонував облишити сварки з опозиціонерами й замість створення коаліційного самурайсько-аристократичного уряду негайно зайнятися збагаченням державної скарбниці та нарощуванням боєздатності. Проте сьогунат проігнорував Сінсаку, що підштовхнуло останнього приєднатися до всеяпонського антиурядового й антиіноземного руху. Наприкінці 1862 року Сінсаку разом з однодумцями взяв участь у нападі на посольство Великої Британії в Едо на горі Ґотен. Наступного ж року він прийняв чернечий постриг під іменем Тоґо і повернувся на батьківщину. 
Зі спалахом Сімоносекської війни Тьосю-хан призначив Сінсаку помічником урядника Сімоносекі. Дізнавшись про поразку регулярних самурайських частин Тьосю-хану, новопризначений помічник взявся за формування кіхейтаю, іррегулярного військового формування на зразок ополчення. До нього приймалися усі, незалежно від суспільного походження і стану. Попри старе озброєння і відсутність належної бойової підготовки, вояки цього формування спромоглися на 3 дні затримати висадку десанту коаліційних військ Великої Британії, Франції, Голландії та США в Сімоносекі.
Наприкінці війни Сінсаку виконував обов'язки офіційного посла Тьосю-хану на мирних переговорах із коаліцією, але через ідеологічні розходження з урядом хану покинув посаду. 1864 року він зібирав свої війська в Сімоносекі та наступного року захопив керівний пост в уряді Тьосю-хану. 1866 року, за посередництва Сакамото Рьоми, Сінсаку уклав таємний союз із Сацума-ханом з метою скинути сьоґунат і встановити пряме Імператорське правління. 
В другій половині 1866 року Сінсаку протистояв військам сьоґунату під час другої каральної експедиції уряду в Тьосю. Спочатку він керував бойовими діями Кокурському фронті, а згодом став головнокомандувачем усіх військ Тьосю-хану і спромігся розбити урядові війська. Попри успіх кампанії, 27-річний Сінсаку передчасно помер 17 травня 1867 року від туберкульозу..